# イザベル・ド・ブルボン
イザベル・ド・ブルボン（Isabelle de Bourbon, 1436年 - 1465年9月25日）は、フランス王家傍系のブルボン公爵家の公女で、ブルゴーニュ公シャルル（突進公）の2番目の妻。夫の家督継承以前に没し、シャロレー伯爵夫人の称号で呼ばれた。

## 生涯
ブルボン公シャルル1世とその妻でブルゴーニュ公ジャン1世（無畏公）の娘であるアニェスの間の次女として生まれた。1454年10月30日にリールにおいて、伯父のブルゴーニュ公フィリップ3世（善良公）の一人息子であるシャロレー伯シャルル（突進公）と結婚した。夫妻はブリュッセルのクーデンベルグ城を住まいとした。夫シャルルは最初の妻のフランス王女カトリーヌと1446年に死別しており、この結婚は再婚だった。シャルルとイザベルの夫婦仲は良好だったが、イザベルは1465年に28歳で死去し、シャルルは1468年にイングランド王妹マーガレットを3番目の妻に迎えた。

## 子女
- マリー（1457年 - 1482年） - 1477年、神聖ローマ皇帝マクシミリアン1世と結婚